# Douglas David Fernandes
Douglas David Fernandes (sinh ngày 13 tháng 12 năm 1983) là một cầu thủ bóng đá người Brasil.

## Sự nghiệp câu lạc bộ
Douglas David Fernandes đã từng chơi cho Roasso Kumamoto.

## Thống kê câu lạc bộ

### J.League
| Đội             | Năm       | J.League | J.League | J.League Cup | J.League Cup | Tổng cộng | Tổng cộng |
| Đội             | Năm       | Trận     | Bàn      | Trận         | Bàn          | Trận      | Bàn       |
| --------------- | --------- | -------- | -------- | ------------ | ------------ | --------- | --------- |
| Roasso Kumamoto | 2013      | 9        | 0        | -            | -            | 9         | 0         |
| Tổng cộng       | Tổng cộng | 9        | 0        | 0            | 0            | 9         | 0         |